# Poecilosoma chrysis
Poecilosoma chrysis là một loài bướm đêm thuộc phân họ Arctiinae, họ Erebidae.